# Hamburger Börs

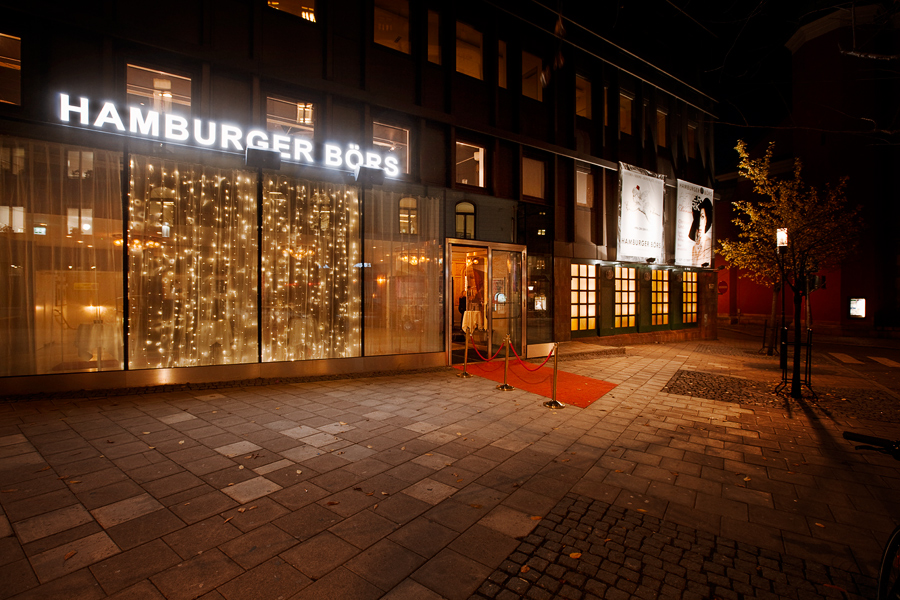
Entrén från Jakobsgatan.

Hamburger Börs, eller "Börsen", på Jakobsgatan i Stockholm var en scen för krogshower. 2010 köptes Hamburger Börs av Wallmans nöjen. Sedan 2020 ägs Hamburger Börs av 2Entertain AB. Efter ekonomiska problem stängde Hamburger börs den 18 september 2024
Många svenska artister har uppträtt på Börsen, som exempelvis Lill Lindfors, Monica Zetterlund, Povel Ramel, Cornelis Vreeswijk, Björn Skifs, Lill-Babs, Lena Philipsson och Jerry Williams, men även artister från andra länder såsom Sammy Davis Jr, Jerry Lewis, Johnny Cash, Rod Stewart, Frank Sinatra, Chaka Khan, Liza Minnelli, Lulu Ziegler och Victor Borge.

## Historik

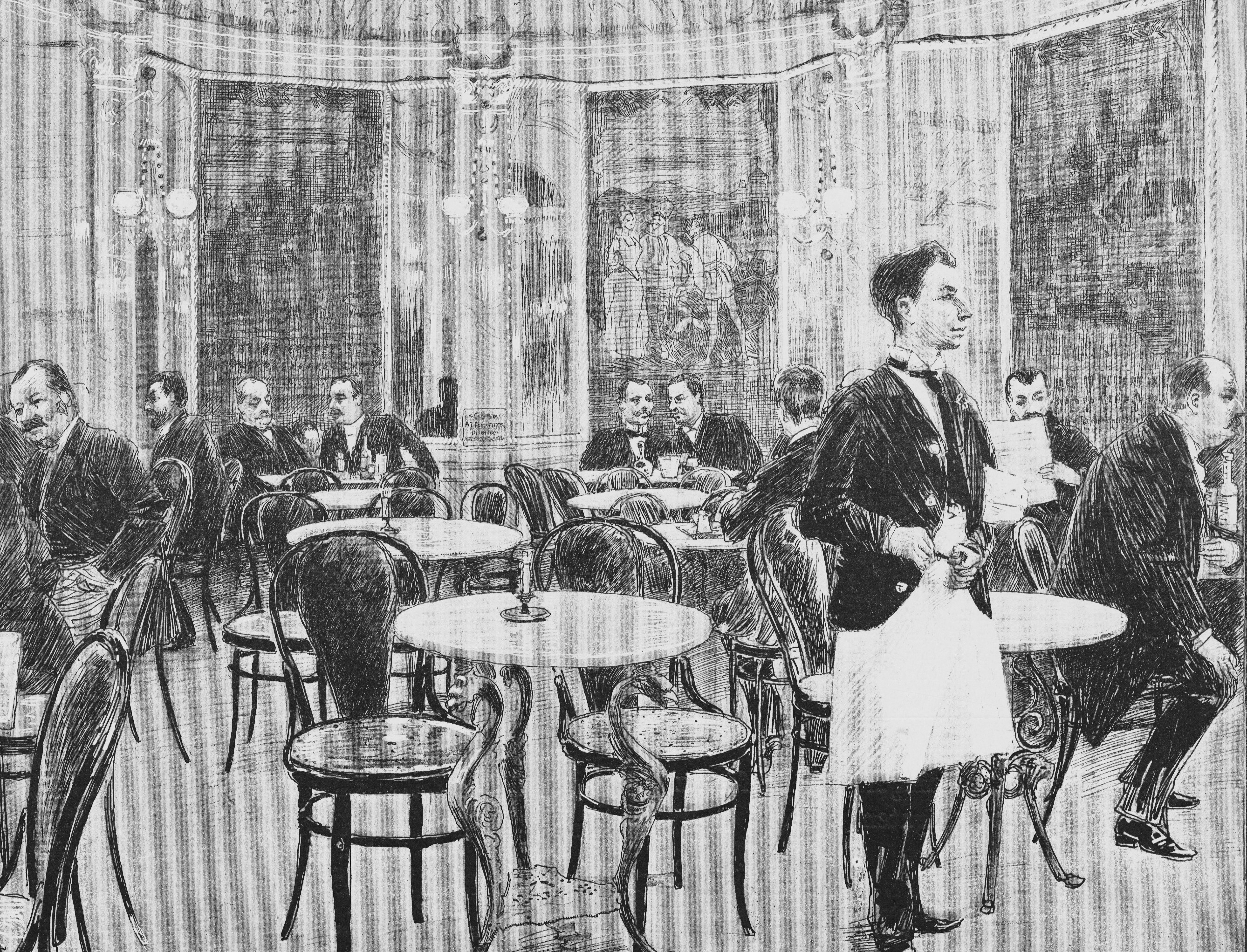
Hamburger Börs nya Kafé, illustration i Ny Illustrerad Tidning 1890.

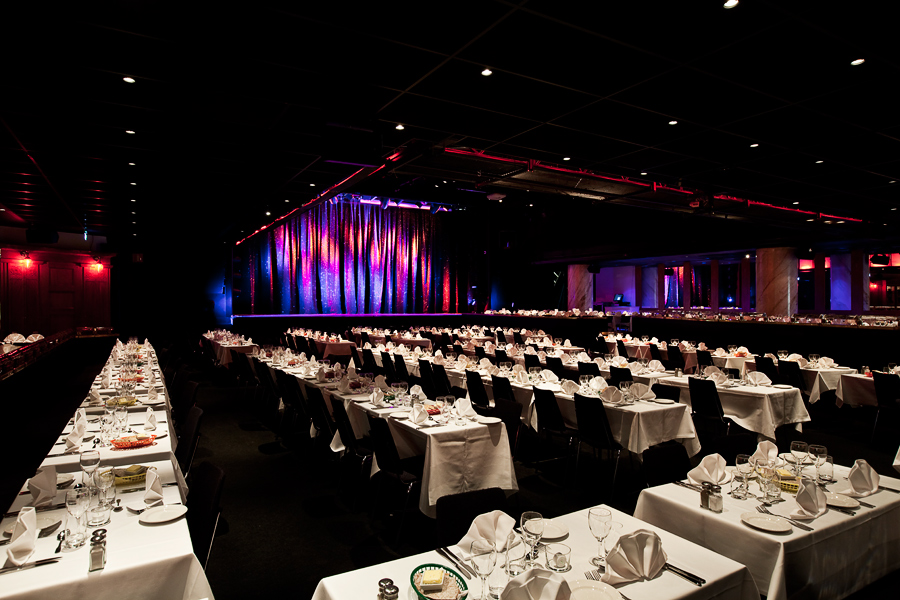
Salong med plats för 650 matgäster.

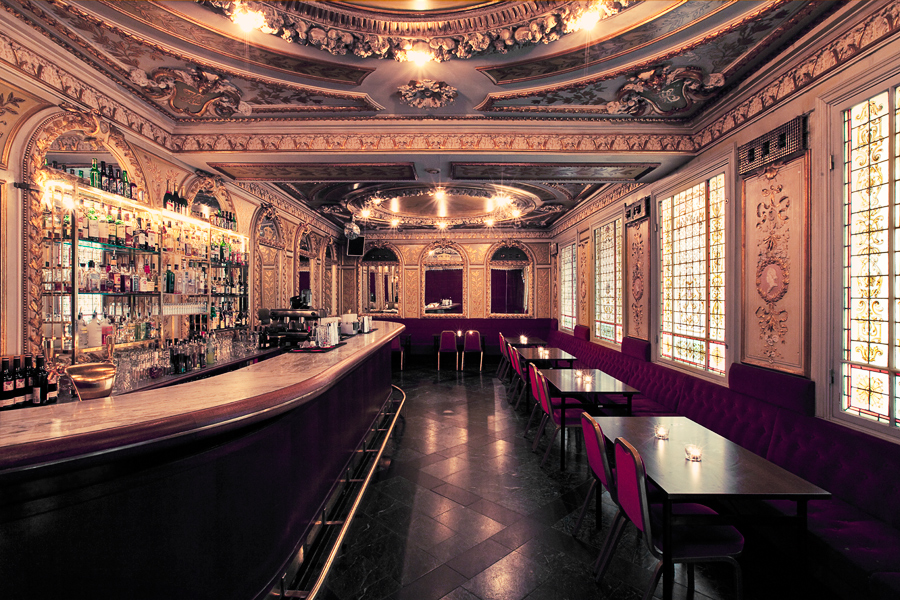
Oscarianska baren.

Namnet "Hamburg" går tillbaka till en från Tyskland invandrad klockare vid namn Henrik Hamburg, som 1654 öppnade en krog i Gamla stan.
Sex olika källare runt om i Stockholm har kallats Hamburger Börs, bland dem ett ställe vid dagens Västerlånggatan 46 som öppnades av vinskänken Hinric (Heinrich) Hünner och existerade mellan 1785 och 1800. På den nuvarande adressen, Jakobsgatan 6, har det funnits restaurangverksamhet sedan mitten av 1700-talet under ett flertal olika namn. Ägare, inriktning och utseende har förändrats många gånger.
Sedan 1730 fanns Neschers källare vid Jakobstorg. Innehavaren Daniel Nescher d.ä. uppgav när han blev medlem av Vinskänkssocieteten att han skulle kalla källaren för Hamburger Börs. I dagligt tal kallades den dock för Neschers källare och 1739 flyttade den till Jakobsgatan. Detta har tidigare angetts som ursprungsår för Hamburger Börs, men det är inte samma verksamhet som funnits i lokalerna sedan dess. Därför kan inte 1739 anses vara ursprunget för dagens Hamburger Börs.
När Nescher dog 1761 övertogs lokalen av Anders Darelius, som döpte sin källare till Stockholms Börs. Den lades ner 1797. En annan verksamhet, Källaren Kejsarkronan vid Drottninggatan, flyttade till Jakobsgatan av Nils Peter Svanberg som varit kypare åt Darelius. Svanberg dog 1806 och verksamheten hyrdes ut till en värdshusidkare som ”höll spisning” i närbelägna Kungsträdgården på sommaren. Rudolph Strandberg hade sedan 1806 innehaft källaren Hamburg vid Götgatan och övertog nu källaren på Jakobsgatan. 
10 oktober 1811 öppnade Rudolph Strandberg en helt ny källare istället för den gamla. Den nya kallades Hamburger Börs. 1811 är därför det juridiskt riktiga födelseåret för dagens Hamburger Börs. Källarmästaren C.A. Söderlund genomförde en omfattande ombyggnad 1882, som bland annat innebar byggandet av vackra Oscarianska salongen. Hamburger Börs blev modernt och elegant – en av Stockholms förnämsta restauranger.
För att komplicera räkneuppgiften ”Hamburger Börs ålder” ytterligare har tidslinjen brutits vid ett senare tillfälle. Under fem år var Hamburger Börs bokstavligen borta – mellan rivningen 22 december 1970 och nyöppningen i den nya byggnaden den 4 december 1975. Speglar och stuckaturarbeten från Oscarianska tillvaratogs vid rivningen och återinfördes sedan i de nya lokalerna. Från Oscar Bergs konditori i samma kvarter flyttades Olle Hjortzbergs berömda fajanser och karaktäristiska väggpaneler till Hamburger Börs efter att konditoriet rivits.  
1981 byttes namnet till Börsen, för att bli Hamburger Börs igen från och med 1996. En anekdot säger att det kommer från att en krögare hängde upp en skylt med stadsvapnet från Hamburg över ingången till källaren.